# 舟歌第4番 (フォーレ)
舟歌第4番 変イ長調 作品44 は、ガブリエル・フォーレが1886年に作曲したピアノ独奏曲。舟歌の特徴的なリズムの採用から親しまれている。

## 構成
変イ長調、アレグレット、8分の6拍子、簡単な三部形式。
左手のアルペッジョが2回繰り返され序奏になっている。右手高音部は単純な主和音であるが、中声部は半音階をふんだんに使って水面の小波を巧みに演出している。
左手は単なるアルペッジョにとどまらず、作曲者特有の非和声音（E、A音）を取り入れる。
中間部は両手の役目を交代させ、左手が簡単な旋律、右手が転調の多いアルペッジョを繰り返す。
再び元の主題に戻り簡単なコーダで終わる。

## 舟歌第4番が使用された作品など
- ゲーム
  - とんがりボウシと魔法の365にち - BGMとしてアレンジされたものが使用されている。

- テレビ番組
  - スーパーピアノレッスン - ミシェル・ベロフがフランス音楽の一例として紹介していた。